# Sean Locklear
Sean Hillary Locklear (Lumberton, 29 maggio 1981) è un ex giocatore di football americano statunitense che ha militato nel ruolo di offensive tackle nella National Football League (NFL). Fu scelto nel corso del terzo giro (84º assoluto) del Draft NFL 2004 dai Seattle Seahawks. Al college giocò a football alla North Carolina State University.

## Carriera

### Seattle Seahawks
Locklear fu scelto nel corso del terzo giro del Draft 2004 dai Seattle Seahawks. Nella stagione 2005 fu spostato nel ruolo di tackle quando il titolare Floyd Womack si infortunò nella pre-stagione. Quell'anno partì come titolare nel Super Bowl XL, perso contro i Pittsburgh Steelers. Rimase a Seattle fino alla stagione 2010.

### Washington Redskins
Il 5 agosto 2011, Locklear firmò coi Washington Redskins con cui rimase una sola stagione, disputando 8 gare di cui 4 come titolare.

### New York Giants
L'11 aprile 2012, Locklear firmò coi New York Giants con cui nel 2012 disputò 12 partite, 10 delle quali come titolare.

## Palmarès
- National Football Conference Championship: 1

Seattle Seahawks: 2005